# Indicatif régional 863

Carte de l'État de la Floride avec les territoires de ses fuseaux horaires et de ses indicatifs régionaux.

L'indicatif régional 863 est l'un des multiples l'indicatifs téléphoniques régionaux de l'État de la Floride aux États-Unis. Il dessert le Florida Heartland et le comté de Polk dans le centre sud de l'État.
La carte ci-contre indique le territoire couvert par l'indicatif 863.
L'indicatif régional 863 fait partie du plan de numérotation nord-américain.

## Comtés desservies par l'indicatif
- Polk
- Hardee
- Highlands
- Glades
- Hendry
- De Soto (presque en totalité)
- Okeechobee (presque en totalité)
- Sainte-Lucie (une très petite partie)

## Principales villes desservies par l'indicatif
- Lakeland
- Bartow
- Winter Haven
- Lake Wales
- Sebring
- Clewiston
- Poinciana
- Okeechobee